# 情報先端技術学校
情報先端技術学校（じょうほうせんたんぎじゅつがっこう、フランス語: École pour l'informatique et les techniques avancées、略称: EPITA）は、フランスの私立理工系グランゼコール。情報工学に特化し、計算機科学、数学のニ専攻を置く。